# کالیسکا کوشچیرسکیه
کالیسکا کوشچیرسکیه (به لهستانی:  Kaliska Kościerskie) یک روستا در لهستان است که در گمینا کوشچیژنا واقع شده‌است.
 کالیسکا کوشچیرسکیه  ۳۲۲ نفر جمعیت دارد.